# ميغا (موقع)
ميغا (بالإنجليزية: MEGA) هو موقع يقدم خدمات تخزين الملفات وخليف لموقع ميغا أبلود. أطلق الموقع بتاريخ 19 يناير 2013 مزامنة مع ذكرى إغلاق موقع ميجا أبلود، هي خدمة سحابية تقدم 20 غيغابايت مجانا، وبإمكانك زيادتها عند الحاجة مقابل تكلفة زهيدة. توفر أيضا خدماتها علي الاجهزة المحمولة التي تعمل علي انظمة اندرويد وايفون وويندوز موبيل وكذلك تعمل علي جميع انظمة التشغيل الخاصة بالاجهزة المكتبية والمحمولة . توفر أيضا خدمة MEGA CHAT الخاصة بالمحادثاث المرئية والدردشة الكتابية المشفرة وهي تعتبر خدمة منافسة لبرنامج سكابي الذي تتدور حولة شائعات بالتنصت علي مستخدمية . .، وبعد نفي الجابون أن نطاق الموقع مسجل تحت me.ga أعلن كيم دوت كوم أن الموقع سيسجل مؤقتا تحت نطاق mega.co.nz.

## التاريخ
تم إغلاق موقع ميغا أبلود بتاريخ 19 يناير 2012 من قبل وزارة العدل الأمريكية، والذي بعده بسنة أطلق موقع ميجا، وقد بلغ كيم دوت كوم على حسابه في تويتر عن أكثر من مئة ألف عملية تسجيل بعد الساعة الأولى من إطلاق الموقع، مما يجعل هذه الانطلاقة الأسرع نموا في التاريخ. قال دوت كوم في حسابه على تويتر أيضا أن الموقع كان يتلقى آلافاً من عمليات التسجيل في الوقت الذي كانت تكتب فيه التغريدة. لاحقاً قال دوت كوم أن الموقع وصل إلى مليون مستخدم مسجل و60 عملية تحميل كاملة كل ثانية، وبعد ثلاثة أيام ارتفع العدد وأصبح 500 عملية تحميل كاملة كل ثانية.
واجهت المستخدمين العديد من المشاكل، مثل سرعة رفع بطيئة أو منعدمة بالإضافة إلى مشاكل في عملية تسجيل الدخول.
بتاريخ 4 يوليو 2013 أطلق التطبيق الرسمي للموقع للأندرويد على متجر جوجل بلاي، بعد ذلك بأربعة أيام في 8 يوليو 2013 تم إطلاق حزمة أدوات تطوير البرمجيات الخاصة بالموقع وبرنامج المشاركة التسويقي، ثم في 26 نوفمبر 2013 تم إطلاق التطبيق الرسمي لواجهة آي أو إس في متجر التطبيقات.